# أبان بن يزيد
أبان بن يزيد العطار المكنى بـ «أبو يزيد البصري» هو عالمٌ مسلمٌ من علماء الحديث النبوي، كان يعمل عطارًا.

## روى عنه
يحيى بن سعيد الأنصاري وهشام بن عروة وعمرو بن دينار، وقتادة ويحيى بن أبي كثير وعاصم بن بهدلة وغيرهم، وعنه ابن المبارك والقطان ومسلم بن إبراهيم وموسى بن إسماعيل وأبو الوليد ويزيد بن هارون وغيره. قال أحمد: «ثبت في كل المشائخ»، وقال بن معين: «ثقة كان القطان يروي عنه وكان أحب إليه من همام، وهمام أحب إلي»، وقال النسائي: «ثقة». قلت: لم يذكره أحد ممن صنف في رجال البخاري من القدماء، ولم أر له عنده إلا أحاديث معلقة في «الصحيح» سوى موضع في المزارعة، فقال فيه البخاري: قال لنا مسلم بن إبراهيم ثنا أبان فذكر حديثا، فإن كان هذا موصولا فكان ينبغي للمزي أن يرقم لحماد بن سلمة رقم البخاري في الوصل لا في التعليق، فإن البخاري قال في «الرقاق» قال لنا أبو الوليد ثنا حماد بن سلمة فذكر حديثا وسيأتي في ترجمة حماد -إن شاء الله تعالى-، وقال أبو حاتم: «هو أحب إلي من همام في ويحيى بن أبي كثير»، وقال أيضا: «هو أحب إلي من شيبان»، وقال ابن المديني: «كان عندنا ثقة»، وقال العجلي: «بصري ثقة، وكان يرى القدر ولا يتكلم فيه»، وقال أحمد: «هو أثبت من عمران القطان»، وذكره بن عدي في «الكامل»، وأورد له حديثا فردا ثم قال: «له روايات وهو حسن الحديث متماسك يكتب حديثه وله أحاديث صالحة عن قتادة وغيره، وعامتها مستقيمة وأرجو أنه من أهل الصدق»، وذكره بن حبان في «الثقات»وأبو داود ومسلم بن إبراهيم، وحبان بن هلال، وسهل بن بكار، وعفان بن مسلم، وموسى بن إسماعيل التبوذكي، وشيبان بن فروخ، وهدبة بن خالد، وخلق كثير. قال أحمد بن حنبل: كان ثبتا في كل مشايخه. و قال يحيى بن معين، وأحمد العجلي، والنسائي: كان ثقة. زاد العجلي: يرى القدر. 
وقال أحمد بن زهير: وقد ذكره ابن الجوزي في «الضعفاء» وحكى من طريق الكديمي عن بن المديني عن القطان قال: «أنا لا أروي عنه»، ولم يذكر من وثقه وهذا من عيوب كتابه يذكر من طعن الراوي ولا يذكر من وثقه.
سئل يحيى بن معين عن أبان وهمام، فقال: كان يحيى القطان يروي عن أبان، وكان أحب إليه من همام، وأنا: فهمام أحب إلي. وأما محمد بن يونس الكديمي، فروى عن علي بن المديني، عن يحيى بن سعيد: أنه لين أبانا، وقال: لا أحدث عنه. فإن صح هذا، فقد كان لا يروي عنه، ثم روى عنه، وتغير اجتهاده، فقد روى عباس الدوري عن يحيى بن معين، قال: مات يحيى بن سعيد وهو يروي عن أبان بن يزيد. وقال أبو حاتم: صالح الحديث. وذكره أبو أحمد بن عدي فقال: هو متماسك، يكتب حديثه. قلت: الرجل ثقة حجة، قد احتج به صاحبا «الصحيح»، ولم أقع بتاريخ موته، وهو قريب من موت رفيقه همام بن يحيى.